# Élections locales écossaises de 2007 à North Ayrshire
Pour un article plus général, voir Élections locales écossaises de 2007.

Les élections locales écossaises de 2007 à North Ayrshire se sont tenues le 3 mai 2007.

## Composition du conseil
Majorité absolue : 16 sièges
| Parti               | Sièges  |
| ------------------- | ------- |
| Travailliste        | 12 / 30 |
| SNP                 | 8 / 30  |
| Indépendant         | 5 / 30  |
| Conservateur        | 3 / 30  |
| Libéraux-démocrates | 2 / 30  |